# L'Adoration des mages (Le Pérugin, Pérouse)
Pour les articles homonymes, voir Adoration des mages.
L'Adoration des mages  (en italien : Adorazione dei Magi dite Pala di Santa Maria dei Servi) est une peinture religieuse du Pérugin, datant de 1470 - 1473 ou 1476 environ et conservée à la Galerie nationale de l'Ombrie à Pérouse.

## Histoire
Vittoria Garibaldi indique que l'œuvre serait la première commande importante reçue par l'artiste dans les années coïncidant avec la fin de son apprentissage florentin (1472) tandis-que d'autres historiens de l'art situent la réalisation de la peinture dans une période légèrement supérieure (vers  1476).
Le retable a été posé initialement en l'église Santa Maria dei Servi de Pérouse (démolie), liée à la famille Baglioni, et transféré en 1543 en l'église Santa Maria Nuova.

## Thème
L'œuvre reprend le thème de l'Adoration des mages, un épisode de l'Évangile selon Matthieu (2-1-12), un thème de l'iconographie chrétienne populaire d'un épisode de la vie du Christ sur la visite des rois mages lors de sa Nativité.

## Description
La Sainte Famille est située dans la partie droite du tableau sous l'auvent d'une construction dont on aperçoit les piliers en bois et quelques murs : La Vierge assise tentant l'Enfant bénissant sur ses genoux au devant, et Joseph en retrait debout, appuyé sur un long bâton, entre un pilier et le bord du tableau.
Le cortège, arrivé par un chemin sinueux qu'on aperçoit au loin entre un arbre détaillé et des roches à gauche, est  entassé sur la gauche.
Entre eux le bœuf et l'âne, derrière une  barrière, cachent incomplètement un plan d'eau dans le lointain, complété de bas en haut par une falaise et un bord d'eau plat, quelques arbres et au loin des montagnes bleutées marquant  l'embouchure ou les méandres d'un fleuve. Le ciel clair se fonce en allant vers le haut du tableau en arc cintré où se profilent des nuages dont émerge un rayonnement circulaire doré dont un des rayons se prolonge effiloché jusqu'à  la main levée de Jésus.
Les personnages saints sont finement auréolés d'un trait d'or elliptique.
Dans le cortège des mages, conformément au thème, le plus ancien est agenouillé en adoration, suivent debout, celui d'âge mûr  et après le plus jeune, présentant leurs offrandes.

## Analyse

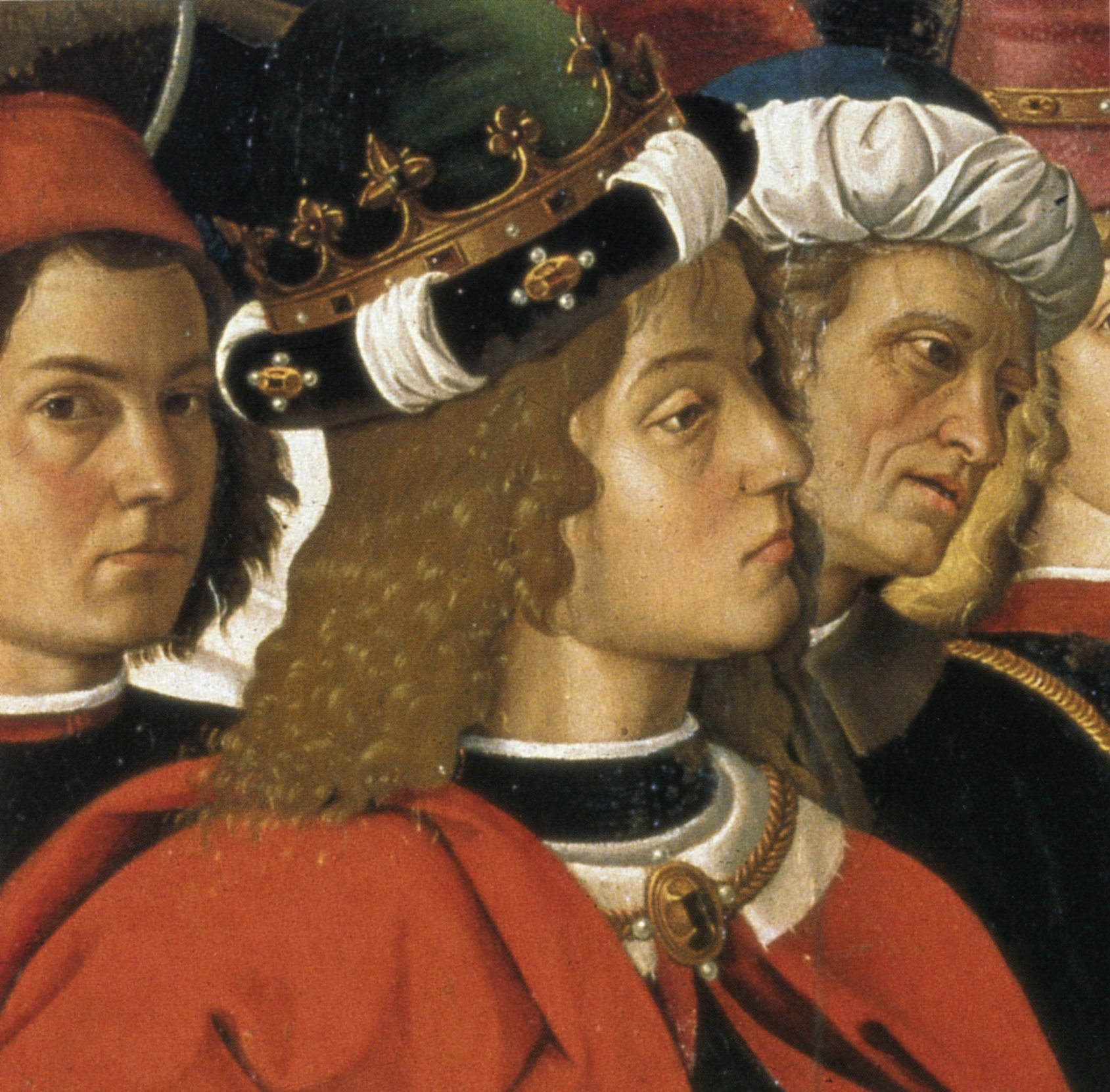
Détail montrant l'autoportrait probable du peintre (à gauche).

La Vierge à l'Enfant représentée est semblable dans sa conception à la Vierge Gambier Parry conservée au Institut Courtauld de Londres, datable des toutes premières années 1470.
L'aspect général de l'œuvre par le dessin fortement marqué des figures est fortement lié à l'atelier de Verrocchio, où Le Pérugin a fait son apprentissage. Cet état de fait est conforté par l'existence de détails semblables à ceux d'autres œuvres d'artistes du même atelier qui se justifient par l'existence de modèles communs.
Les personnages sont représentés selon un goût encore dérivé du gothique international tardif. Ils ont un aspect robuste et massifs à la manière de Fiorenzo di Lorenzo, peintre pérugin et probable premier maître du Pérugin.
La composition manque encore de rythme, bien que celui-ci soit suggéré dans les poses artificielles des mages en position debout.
L'intégration des figures et du paysage est dérivée de Piero della Francesca, bien que le langage utilisé soit plus captivant et familier, tandis que le style linéaire de Verrocchio est épuré de ses traits les plus nerveux et expressionnistes.
Les inspirations tirées d'œuvres réputées sont nombreuses ; comme l'arbre en nombre d'or à la façon de Piero della Francesca (Le Baptême du Christ, 1440-1460), ou le paysage léonardesque, témoignant de la volonté du jeune artiste de s'« exercer » plutôt que d'affirmer le style de maître confirmé.
On remarque déjà la présence de certaines caractéristiques qui deviendront typiques du style du Pérugin : Le jeune avec le turban, souvent présent dans les œuvres successives ou les blonds raffinés et élégants destinés à devenir un des éléments les plus récurrents de la peinture ombrienne.
La figure représentée à l'extrême gauche regardant le spectateur, derrière le mage le plus jeune, pourrait être un autoportrait de l'artiste.

## Sources
- (it) Cet article est partiellement ou en totalité issu de l’article de Wikipédia en italien intitulé « Adorazione dei Magi (Perugino Perugia) » (voir la liste des auteurs).